# 圣若热城堡
圣若热城堡（葡萄牙語：Castelo de São Jorge，葡萄牙語發音：[kɐʃˈtɛlu ðɨ sɐ̃w ˈʒɔɾʒɨ]）位于葡萄牙首都里斯本，在古堡观景台可俯瞰城景和宽阔的特茹河，是里斯本主要的历史古迹和旅游景点之一。

## 历史

### 起源
考古学研究表明，自公元前6世纪，甚至更早，人类就已经在此定居。第一个堡垒于前2世纪在里斯本山顶建立，山上早期的土著是凯尔特人和伊比利亚部落，腓尼基、古希腊、和迦太基也在此留下了文化痕迹。随后，古罗马、西哥特和摩尔人殖民者住在城堡所在的地方。 

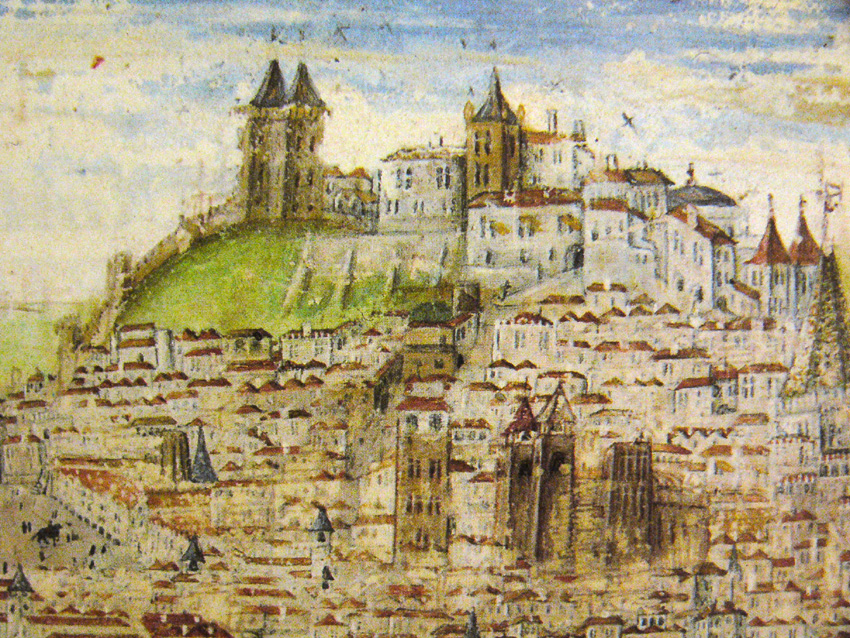
16世纪初的里斯本和城堡，城堡的左侧的双塔是皇宫的一部分，现在成了废墟

### 中世纪

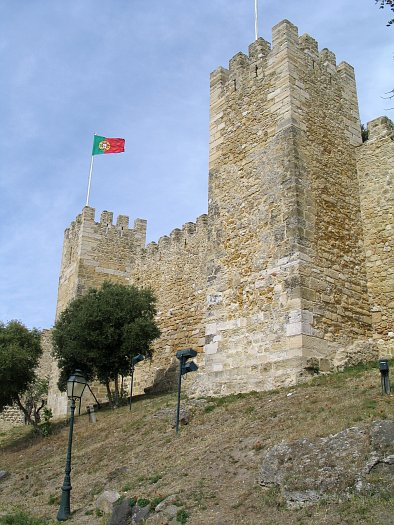
城墙

在基督徒的收复失地运动中，1147年，阿方索一世得到第二次十字军的帮助，从摩尔人手中，夺取城堡和里斯本城。 有一个经常被重复的传说，称骑士马蒂姆莫尼斯留意到城堡的一个门开着，便跳进门缝，用自己的身体阻止摩尔人关上大门。他牺牲了生命，但是使基督徒士兵得以进入。 
里斯本拥有这座城堡，在12世纪后期抵御了摩尔人。1255年，里斯本成为王国的首都，城堡成为皇宫。1300年左右，迪尼什一世进行了修复。 
1373和1375年之间，斐迪南一世围绕里斯本修筑新的城墙，其中一些遗迹尚存。这道城墙，部分取代了旧的摩尔人城墙，目的是包围先前城市未受保护的部分。它拥有77个塔楼，周长5400米，它在短短两年内完成。该城堡和城市在14世纪多次抵御了卡斯蒂利亚王国军队的进攻，特别是在1373年和1383-1384年。 
大约在14世纪后期，若昂一世将城堡被献给圣若热，他娶了英国公主兰开斯特的菲莉帕。圣若热在葡萄牙和英国都很受欢迎。 
从14世纪到16世纪初，其中一座塔楼（乌利赛斯塔Torre de Ulisses或城堡塔Torre Albarrã）收藏王国的档案。出于这个原因，葡萄牙国家档案馆仍称为“档案塔”（Torre do Tombo）。知名学者费尔南洛佩斯和戈伊什在那里工作。 
1498年，曼努埃尔一世在这座城堡接待和庆祝發现印度海上通道归来的航海英雄达·伽马。1502年，在城堡上演剧作家维森特的Monólogo do Vaqueiro，庆祝曼努埃尔一世的儿子和继承人，未来的若昂三世的诞生。

### 近代
在16世纪初，由于曼努埃尔一世在特茹河边兴建新的里韦拉宫，旧城堡开始失去其重要性。1531年地震损坏了城堡，导致其进一步衰败。在1569年，国王塞巴斯蒂昂下令重建圣若热城堡的皇家住所。但是，这个项目没有完成。1580年开始的葡萄牙王位危机开启了60年的西班牙统治，城堡用作兵营和监狱。 
1755年，可怕的里斯本大地震严重破坏了城堡。1788年，葡萄牙第一个大地观测台在城堡的一个塔顶成立，称为“观测塔”（Torre do Observatório）。 
从1780年至1807年，致力于贫困儿童教育的慈善机构皮娅之家Casa Pia，在城堡成立。 
该城堡被忽视的时期在20世纪40年代结束，进行了广泛的修复，拆除城堡大院内前几个世纪不相称的搭建物。于是该城堡成为里斯本一大旅游胜地，特别是观赏全景的地点。 

全景